# Sacrifício de Isaac (Donatello)
O Sacrifício de Isaac é uma escultura de Donatello e Nanni di Bartolo dos nichos da terceira ordem do Campanário de Giotto, datada de 1421. É feita de mármore branco em tamanho real (188x56 cm) e agora está preservado no Museo dell'Opera di Santa Maria del Fiore em Florença. Apesar do grupo de duas figuras, elas conseguem ocupar o espaço de apenas uma, para se encaixar na forma padrão do nicho que ocupavam originalmente.

## Temática
A obra representa o episódio bíblico, conhecido por  Sacrifício de Isaac. É uma narrativa constante no Livro do Gênesis. Na história, Deus ordena que Abraão sacrifique seu filho Isaac em Moriá. Quando Abraão começa a obedecer, tendo amarrado Isaac em um altar, ele é parado por um Anjo do Senhor; um carneiro, então, aparece e é abatido no lugar de Isaac.